# マッダレーナ・カスラーナ

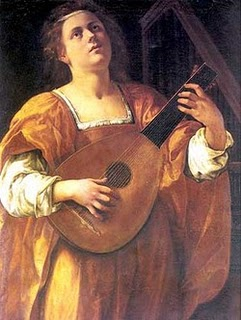
マッダレーナ・カスラーナ

マッダレーナ・カスラーナ（Maddalena Casulana, 1544年頃 – 1590年頃）は16世紀イタリアの女性作曲家・リュート奏者・声楽家。後期ルネサンス音楽様式の作曲家であり、歴史上の女性作曲家では恐らく初めて作品を出版された人物である。

## 略歴
生涯についての資料はきわめて乏しく、カスラーナのマドリガーレ集についての文書や、曲集の献辞から推論するしかない。最も見込みが高いのは、姓から見て、シエナ付近のカソーレ・デルザ生まれということである。処女作は、マドリガーレ集『（イタリア語: Il Desiderio）』（1566年）に収録された、フィレンツェで作曲した4曲である。2年後にはヴェネツィアで4声のための『マドリガーレ集 第1巻（Il primo libro di madrigali）』を上梓した。これは西洋音楽史上で初めて女性作曲家が発表した出版譜である。同年には、オルランドゥス・ラッススがバイエルン侯アルブレヒトのミュンヘンの宮廷楽団を指揮して、カスラーナの作品を指揮している（但し、この時上演された楽曲は現存しない）。
作品のいくつかを献呈していることから、イザベラ・デ・メディチに近しかったことは明らかである。1570年と1583年、1586年にも、やはりヴェネツィアでその他のマドリガーレを出版している。この間に一時期メツァーリ（Mezari）という男性と結婚していたが、相手の男性についてや、結婚生活を過ごしていた土地については情報がない。献辞に含まれた情報によると、ヴェローナやミラノ、フィレンツェを訪れたことは明らかである。ヴェネツィアに赴いた可能性もある。楽譜が出版されているし、数々のヴェネツィア人がカスラーナの技能について発言を残しているからである。
カスラーナは『マドリガーレ集 第1巻』において、イザベラ・デ・メディチへの献辞の中で、まだ女性の作曲家が珍しい存在であった時代に女性作曲家であるということにどのような感慨を抱いていたかを表明している。曰く、「私は、職業音楽家という立場で、できる限り世間に示したいのです。自分たちだけが知識や芸術の性能に恵まれていて、女には絶対にそのような才能は与えられていないとするのは、男性の空しい誤りであると。」

## 作風
カスラーナの作品のうち66曲のマドリガーレが現存する。
対位法や半音階技法の中庸を得た作曲様式は、ルカ・マレンツィオの初期作品や、フィリップ・デ・モンテの多くのマドリガーレの名残を感じさせるが、ルッツァスコ・ルッツァルキやカルロ・ジェズアルドらフェラーラ楽派のような極端な実験は避けている。旋律線は歌いやすく、歌詞に対して入念な配慮が行き届いている。デ・モンテのような同時代の作曲家もカスラーナを高く評価していた。ラッススがバイエルン宮廷の結婚式でカスラーナの楽曲を指揮したということは、ラッススも彼女の技能に感銘を受けた一人だったということを示唆している。

## 註記・参考文献
- Article on Maddalena Casulana, by Beatrice Pescerelli, in Historical Anthology of Music by Women.  James R. Briscoe, ed.  Indiana University Press, Bloomington, Indiana, 1986. ISBN 0-253-21296-0
- Article "Maddalena Casulana", in The New Grove Dictionary of Music and Musicians, ed. Stanley Sadie.  20 vol.  London, Macmillan Publishers Ltd., 1980.  ISBN 1-56159-174-2